# Ammann Verlag
L'Ammann Verlag è stata una casa editrice svizzera con sede a Zurigo.
Fu fondata nel 1981 da Egon Ammann e Marie-Luise Flammersfeld, che ne sono tuttora i direttori editoriali. I primi tre titoli pubblicati furono il racconto lungo Die Tessinerin e il dramma teatrale Grossvater und Halbbruder, entrambi di Thomas Hürlimann, e l'antologia di poesie in dialetto svizzero tedesco Mach keini Schprüch, a cura di Dieter Fringeli.
In un primo periodo s'aggiunsero al catalogo editoriale altri autori elvetici come Hansjörg Schneider, Franz Böni, Helen Meier, Margrit Sprecher, ma anche il pubblicista Jürg Altwegg e il cineasta Markus Imhoof. A partire dal 1985 furono proposte anche opere di letteratura straniera, con nuove traduzioni di scrittori come Fernando Pessoa, Ossip Mandelstam, Les Murray, Wole Soyinka o Viktoria Tokareva. Straordinario successo riscosse la nuova traduzione approntata da Swetlana Geier dei romanzi di Dostojevski, il cui primo volume Delitto e castigo uscì nel 1993. Apparvero anche le opere complete di Walter Dirks e Meinrad Inglin.
L'Ammann Verlag fu, a suo dire, “il primo editore di belle lettere in area germanofona” ad avere un proprio sito in internet fin dal 1996.
Il 10 agosto 2009 Egon Ammann annunciò la chiusura della casa editrice per il 30 giugno del 2010 con il seguente comunicato stampa: “Le ragioni di questa decisione sono l'età avanzata degli editori e una situazione di mercato sempre più difficile per la letteratura. Una casa editrice con il profilo dell'Ammann Verlag è strettamente legata alle persone responsabili e non può persistere senza di esse. Marie-Luise Flammersfeld ed io abbiamo dato tutto quello che potevamo dare. – «Ogni cosa ha il suo tempo.»”.